# 1994 у літературі

## Померли
- 1 січня — Вернер Шваб, австрійський драматург (народився в 1958).
- 19 січня —Поль Берна, французький письменник.
- 6 лютого — Джек Кірбі, американський письменник, художник та редактор коміксів (народився в 1917).
- 11 лютого — Пол Фейєрабенд, австрійський та американський учений, філософ, методолог науки (народився в 1924).
- 9 березня — Чарлз Буковскі, американський письменник і поет (народився в 1920).
- 28 березня — Ежен Йонеско, французький драматург (народився в 1909).
- 24 грудня — Джон Осборн, англійський драматург та сценарист (народився в 1929).

## Нові книжки
- Умберто Еко. Острів попереднього дня.
- Безсоння — роман Стівена Кінга.
- Як пізно це було, як пізно — шотландця Джеймса Келман.